# Tracheplexia
Tracheplexia is een geslacht van vlinders van de familie Uilen (Noctuidae), uit de onderfamilie Amphipyrinae.

## Soorten
- T. albimacula Janse, 1937
- T. altitudinis Laporte, 1978
- T. amaranta (Felder & Rogenhofer, 1974)
- T. conservuloides Berio, 1966
- T. debilis (Butler, 1879)
- T. galleyi Viette, 1981
- T. leguerni Laporte, 1984
- T. lucia (Felder & Rogenhofer, 1974)
- T. occidentalis Laporte, 1973
- T. richinii Berio, 1973
- T. schista Fletcher D. S., 1961
- T. sylvestris Laporte, 1978
- T. viridisparsa (Berio, 1939)